# Skiemonys (wieś)
Skiemonys − wieś na Litwie, w okręgu uciańskim, w rejonie oniksztyńskim, w gminie Skiemonys. W 2011 roku liczyła 217 mieszkańców.